# Campionati russi di ski cross 2020
I Campionati russi di ski cross 2020 si sono svolti a Miass il 6 marzo. Il programma ha incluso sia la gara femminile che la gara maschile. 
Trattandosi di competizioni valide anche ai fini del punteggio FIS, vi hanno partecipato anche sciatori di altre federazioni, senza che questo consentisse loro di concorrere al titolo nazionale russa.

## Risultati

### Uomini
| Pos. | Atleta         | Nazione |
| ---- | -------------- | ------- |
| 1    | Igor Omelin    | Russia  |
| 2    | Maxim Vikhrov  | Russia  |
| 3    | Kirill Gladkov | Russia  |
| 4    | Artem Nabiulin | Russia  |

### Donne
| Pos. | Atleta               | Nazione |
| ---- | -------------------- | ------- |
| 1    | Ekaterina Maltseva   | Russia  |
| 2    | Anastasiia Chirtcova | Russia  |
| 3    | Mariia Dobrova       | Russia  |
| 4    | Natalia Sherina      | Russia  |